# Aphodius coenosus
Aphodius coenosus là một loài bọ cánh cứng trong họ Scarabaeidae. Loài này được Panzer miêu tả khoa học năm 1798.